# John Amans
Jan (John) Cornelius Amans (Amsterdam, 28 mei 1884 - 21 april 1958) was een Nederlandse fluitist. Het was het fluitspel van Amans, dat Johan Feltkamp er toe bewoog, ook fluit te leren spelen. Amans was de eerste leraar van Johan Feltkamp.
Amans maakte deel uit van het Filharmonisch Orkest van Helsinki (1907-1908), de Wiener Symphoniker, de Wiener Philharmoniker (1915-1918), het Dresdner Philharmonie (1919-1923), en in de Verenigde Staten bij het New York Philharmonic Orchestra (1923-1942), het Cincinnati Symphony Orchestra, waar de eveneens Nederlandse fluitist Ary van Leeuwen van 1924 tot 1938 speelde, en de Indianapolis Symphony Orchestra (1944-1945).
Er is een opname met Amans van Glucks Orphée ed Euridice met de Staatskapelle Dresden o.l.v. Fritz Busch.
Hij was een zoon Cornelius Amans en Berthe Numan en huwde in 1919 met de Poolse fluitiste Irene F. Swarz (Warschau 1890). 